# Mito
Mito (jap. 水戸市 Mito-shi) – miasto w Japonii, ośrodek administracyjny prefektury Ibaraki, w środkowej części wyspy Honsiu (Honshū). Położone jest w pobliżu ujścia rzeki Naka do Oceanu Spokojnego. Ma powierzchnię 217,32 km². W 2020 r. mieszkało w nim 270 810 osób, w 122 218 gospodarstwach domowych  (w 2010 r. 268 818 osób, w 111 992 gospodarstwach domowych).
Mito jest jednym z „miast-rdzeni” (chūkaku-shi, populacja powyżej 300 tys.).

## Historia
Wraz z utworzeniem nowego systemu administracyjnego 1 kwietnia 1889 roku Mito zdobyło status miasta. Teren miasta był powiększany kilkukrotnie:
- 15 marca 1933 roku teren miasta powiększył się o wioskę Tokiwa,
- 1 kwietnia 1952 roku wioska Midorioka i część wsi Kamiono zostały włączone do miasta,
- 1 kwietnia 1955 roku powiększył się o tereny wiosek Kamiono, Watari, Yoshida, części wsi Saka i Kawawada,
- 1 czerwca 1957 roku – o teren wsi Iitomi,
- 1 kwietnia 1958 roku – o teren wsi Akatsuka,
- 3 marca 1992 roku – o teren wsi Tsunezumi,
- 1 lutego 2005 roku – o teren miejscowości Uchihara.

## Geografia
Miasto sąsiaduje z miejscowościami:
- Hitachinaka
- Kasama
- Naka
- Shirosato
- Ōarai
- Ibaraki

## Gospodarka
W mieście rozwinął się przemysł spożywczy, włókienniczy oraz maszynowy.

## Populacja
Zmiany w populacji terenu miasta w latach 1950–2020: